# Браун, Юзеф
Юзеф Браун О. И. (также Джозеф Браун, пол. Józef Brown (Braun); 1 июня 1801, Санкт-Петербург — 31 декабря 1879, Краков) — польский церковный и образовательный деятель, священник-иезуит, историк, библиограф, провинциал Галицкой провинции Общества Иисуса в 1854-1866 годах.

## Биография
Родился 1 июня 1801 года в Санкт-Петербурге в семье англичанина и итальянки. В Общество Иисуса вступил 6 августа 1817 года в Пуше. После изгнания иезуитов из Российской Империи в 1820 году, некоторое время находился в Ферраре, а тогда прибыл в Галицию. Изучал философию в коллегии иезуитов в Тернополе (1822-1824), богословие в Старой Веси (1824-1826) и Тинце (1826-1828). Рукоположен в священника 1828 года в Перемышле. Профессор гуманистики в Тернополе (1828-1830 и 1832-1833), истории Церкви в Тинце (1830-1831) и философии в Тернополе (1833-1835). В течение 1838-1843 гг. был ректором иезуитской коллегии в Тернополе, затем префектом исследований и профессором богословия в Новом Сонче (1843-1844), префектом гимназии и профессором всеобщей истории в Тернополе (1844-1846). Префект студий (1846-1847), ректор коллегии и благородного конвикта и профессор всеобщей истории во Львове (1847-1848).
В период после «весны народов», когда австрийская власть временно ликвидировала иезуитов (1848-1852), находился во Львове у Сестер Сердца Иисусова, работал над библиографией польских иезуитов. В 1853 году принимал участие в Генеральной Конгрегации Ордена в Риме, где имел возможность пополнить библиографию. В 1854-1866 годах — провинциал Галицкой провинции Общества Иисуса, затем настоятель во Львове (1866-1870), прокуратор провинции и префект библиотеки в Кракове (1871-1879).

## Работы
Автор библиографии польских и литовских иезуитов под названием «Biblioteka pisarzów assystencyi polskiej Towarzystwa Jezusowego» (Познань 1862) и многих статей. Поставлял бельгийскому иезуиту Августину де Бакерову материалы к общей библиографии ордена: «Bibliothčque de la Compagnie de Jésus» (t. 1-7, 1853-1861). Оставил в рукописи историю иезуитов в Белоруссии и Галиции.

### Комментарии
1. ↑  Ныне село в Резекненском крае, Латвия. До 1819 года там было монашество иезуитов.